# Grand Cornier
Grand Cornier – szczyt w Alpach Pennińskich, w masywie Dent Blanche - Cornier. Leży w południowej Szwajcarii w kantonie Valais, blisko granicy z Włochami. Szczyt można zdobyć ze schronisk Cabane de Moiry (2825 m), Bivouac du Col de la Dent Blanche (3540 m) lub Cabane du Mountet (2886 m). Góruje nad lodowcami Glacier de Moiry, Glacier de Grand Cornier i Glacier de Zinal.
Pierwszego wejścia dokonali Edward Whymper, Christian Almer, Michel Croz i F. Biner 16 czerwca 1865 r.